# Parti pirate (France)
Pour les autres articles nationaux ou selon les autres juridictions, voir Liste des partis pirates et Parti pirate.
Le Parti pirate (PP) est un parti politique fondé en France en 2006, sur le modèle de son homologue suédois. Sa devise est « liberté, démocratie, partage ».
Son programme se développe sur la base de la protection des droits et libertés fondamentales, aussi bien dans le domaine numérique qu'en dehors. Les thèmes de campagne mis en avant pendant les élections législatives de 2012 sont la légalisation du partage hors marché, la lutte contre le fichage abusif, l'indépendance de la justice, la transparence de la vie politique et l'ouverture des données publiques.

## Programme

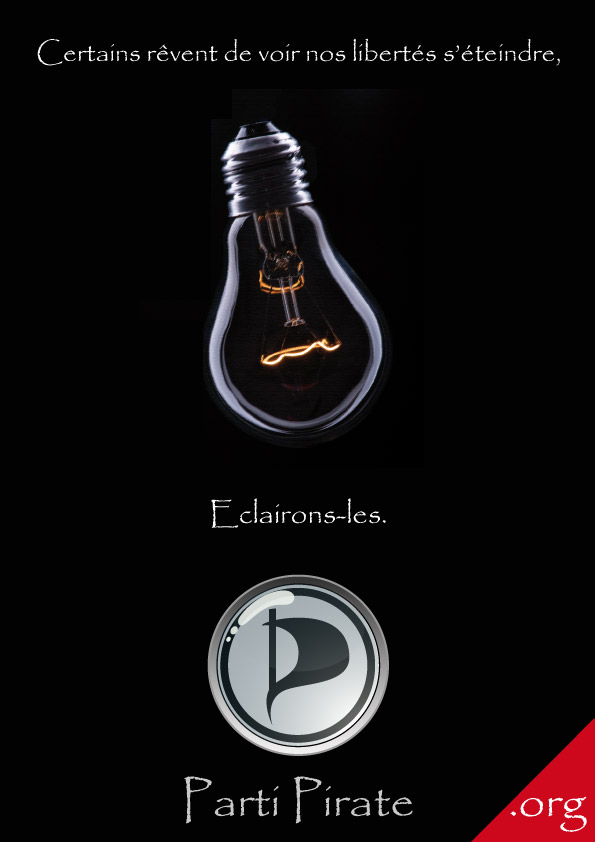
Affiche de campagne du Parti pirate (2009).

Le programme du Parti pirate, bien que s'inspirant de celui d'autres partis pirates du monde entier, est voté démocratiquement en assemblée générale à la suite de débats menés sur les forums, les listes de discussion, ou lors de rencontres pirates.
Le programme du Parti pirate est constitué d'un programme commun et d'un ensemble de mesures jugées compatibles avec ses valeurs. Dans le cadre d'élections, tous les candidats défendent le programme, mais ils peuvent choisir de défendre ou non les mesures compatibles.
À l'origine du mouvement, le programme se base sur la défense des libertés et droits fondamentaux et s'articule, comme les autres partis pirates, sur la protection de la vie privée, la réforme du droit d'auteur et la lutte contre les monopoles privés. Le programme aujourd'hui s'est développé, toujours en suivant les mêmes principes de protection des droits fondamentaux et du renforcement de la démocratie. Il concerne maintenant les droits fondamentaux, la vie privée, l'indépendance de la justice, la protection de la communication, la transparence de la vie politique, la réforme du droit d'auteur et même quelques éléments d'écologie.
Il s'oppose à la mise en place d'une surveillance généralisée et à un filtrage du contenu d'Internet, qu'il considère comme une atteinte grave à la vie privée, mais aussi à la neutralité, sur le réseau des réseaux.
Le Parti pirate condamne les principaux points des lois pour la confiance dans l'économie numérique, sur le droit d'auteur et droits voisins dans la société de l'information, et Création et Internet.

## Histoire

### Fondation et premières élections

Bulletin de vote à télécharger pour l’élection législative partielle de 2010 dans la dixième circonscription des Yvelines.

Le Parti pirate est créé le 21 juin 2006, juste avant le vote de la loi relative au droit d'auteur et aux droits voisins dans la société de l'information, dite loi DADVSI. Adoptant au départ la forme d'un simple forum, beaucoup souhaitent en faire une véritable organisation. Sa création, sous la forme juridique d'une association loi de 1901, est publiée au Journal officiel le 4 avril 2009. Afin de se conformer avec les lois sur le financement des partis politiques, une Association de financement du Parti pirate a été créée, officialisée quant à elle le 14 mai 2011.
Le Parti pirate présente son premier candidat, Maxime Rouquet, à l’élection législative partielle de 2009 dans la dixième circonscription des Yvelines. Après une campagne sans affichage, menée exclusivement sur le web, à l’exception de deux réunions publiques, le Parti pirate obtient 472 voix, soit 2,08 % des suffrages, au premier tour de cette élection. Après l’annulation du scrutin l’année suivante, Maxime Rouquet se présente à nouveau, mais il ne parvient pas à atteindre le même score, recueillant 178 voix, soit 0,66 % des suffrages. Au second tour, il appelle à un vote sanction contre le député sortant, Jean-Frédéric Poisson, soutien de la loi LOPPSI.
Après avoir annoncé en décembre se présenter aux élections régionales de 2010 en Île-de-France, le Parti pirate annonce finalement qu'il ne sera pas présent à ces élections faute de candidats pour mener une liste. Il essaie à nouveau de rassembler des candidats pour les élections cantonales de 2011 avec le même résultat.

### Élections législatives de 2012

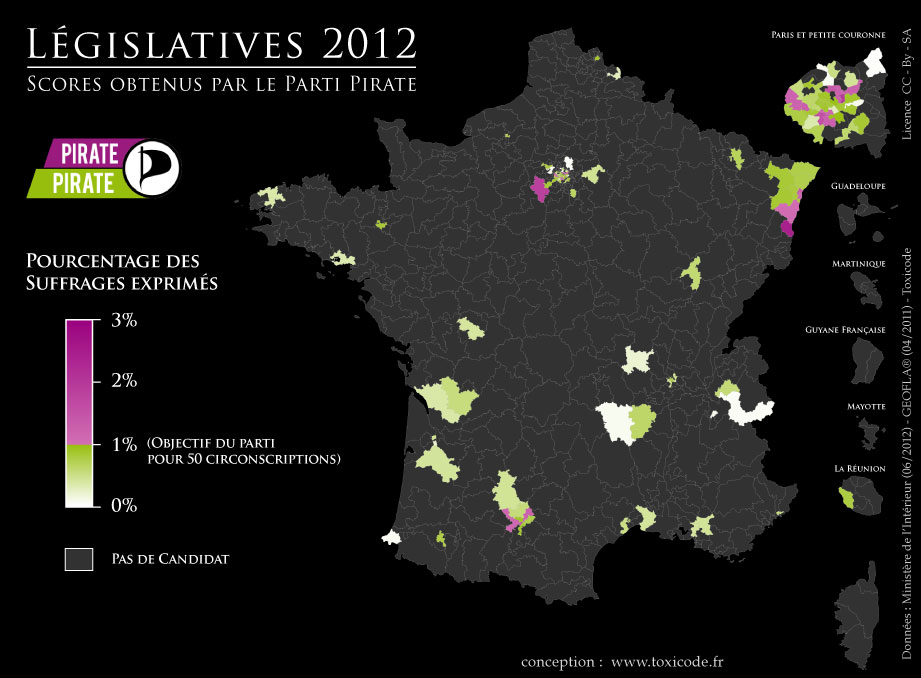
Carte du résultat du Parti pirate au 1er tour des élections législatives de 2012.

Le Parti pirate investit 101 candidats pour les élections législatives de 2012.
Lors de la campagne, le Parti pirate met en avant cinq axes principaux : la légalisation du partage, la lutte contre le fichage abusif, l'indépendance de la justice, l'ouverture des données publiques et plusieurs propositions pour plus de transparence de la vie publique.
In fine, les 101 candidats du Parti pirate rassemblent 32 090 voix et 25 d'entre eux rassemblent plus de 1 % des suffrages exprimés. Les meilleurs résultats ont été obtenus hors de France par Isabelle Robin (7e circonscription des Français de l'étranger, 2,85 %), et en France par Antoine Walter (1re circonscription du Haut-Rhin, 2,41 %). Le Parti pirate ne bénéficiera donc pas du financement public dont l'obtention nécessite le franchissement de ce seuil par au moins 50 candidats.
Au cours de la XIVe législature, le Parti pirate présente plusieurs candidats aux élections partielles :
- en décembre 2012, dans la partielle qui se joue dans la première circonscription du Val-de-Marne, le Parti pirate, a présenté Kévin Cornet, qui a fait le plus haut score de l'histoire du parti : 2,91 % ;
- en mars 2013, le Parti pirate, représenté par Clément Lesaege, obtient 1,97 % des voix de la deuxième circonscription de l'Oise ;
- en mai 2013, Véronique Vermorel obtient 2,50 % des voix dans la première circonscription des Français établis hors de France ;
- en juin 2013, Cédric Levieux se présente comme candidat pirate dans la troisième circonscription de Lot-et-Garonne, faisant suite à la démission de Jérôme Cahuzac, et obtient 62 voix (0,19 %). Au second tour qui oppose l'UMP au FN, il invite ses électeurs à « voter pour le candidat UMP, contre le FN » ou bien à voter blanc, soulignant qu'aucun des deux candidats n'a signé la charte anti-corruption de l'association Anticor[7]. Depuis, celui-ci a été déclaré inéligible en application de l'article L.O. 136-1 du code électoral[8] pour une durée de trois ans à compter de la décision no 2013-4896 AN du 22 mai 2014[9] car « n'ayant pas restitué le carnet de reçus-dons délivré par la préfecture à son mandataire financier, il ne pouvait être regardé comme n'ayant pas bénéficié de dons consentis par des personnes physiques et était en conséquence tenu de déposer un compte de campagne. »

### Élection municipales de 2014
En mars 2014, 10 membres du parti ont été candidats sur des listes pour les municipales. Au premier tour, Freddy Vasseur, membre du parti, est élu au conseil municipal de Portes-lès-Valence. Deux autres candidats étaient aussi présents au second tour, cependant aucun ne fut élu.
À Auch, le candidat Alexis Boudaud demande un soutien à la section Midi-Pyrénées du Parti pirate. Son matériel de campagne comporte le logo de la section. Il est élu au premier tour avec 8,51 % des voix. En septembre 2014, conformément à son accord avec le Parti pirate Midi-Pyrénées, il devient membre du parti.

### Élections européennes de 2014

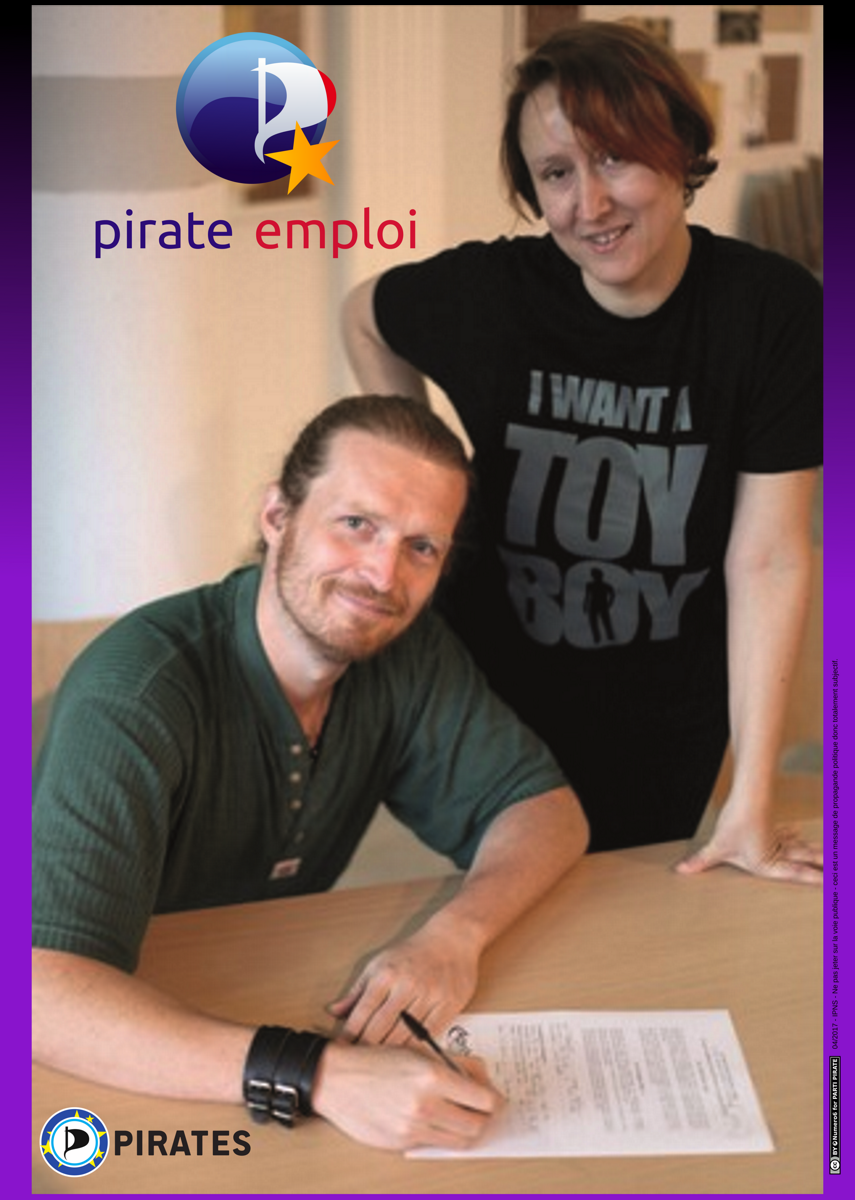
Signature pour les élections européennes de 2014.

| Circonscription                                  | Voix   | %    |
| ------------------------------------------------ | ------ | ---- |
| Île-de-France et Français établis hors de France | 14 596 | 0,48 |
| Massif-central Centre                            | 560    | 0,04 |
| Nord-Ouest                                       | 6 075  | 0,22 |
| Outre-Mer                                        | 1 545  | 0,54 |
| Sud-Est                                          | 2 130  | 0,06 |
| Sud-Ouest                                        | 14 432 | 0,49 |
| Total                                            | 39 338 | 0,21 |

### Élections régionales de 2015
Pour les élections régionales de 2015, le Parti pirate ne part seul nulle part mais s'allie avec d'autres mouvements dans deux régions.
En Île-de-France, le Parti pirate rejoint le dissident EÉLV Sylvain de Smet qui annonce la construction d'une liste fédérant des libertaires de la région. Associé à Cannabis sans frontières ainsi qu'à des figures associatives (ex-présidente d'Act Up Paris, acteur des « Free Party », cofondatrice du STRASS, etc.), les listes « FLUO » (pour « Fédération libertaire unitaire ouverte ») sont notamment portées par deux têtes de listes pirates : Stéphanie Geisler à Paris et Jade Rozenkranc en Seine-Saint-Denis. La liste recueille 0,30 % des suffrages.
Dans les Pays de la Loire, les pirates nouent un accord avec Europe Écologie Les Verts, un candidat du PP figurant en 6e position dans la Sarthe. Avec 7,82 %, la liste EÉLV passe un accord et fusionne avec la liste PS mais le candidat pirate ne figure pas dans la liste du deuxième tour.

### Élections législatives de 2017
À l'occasion des élections législatives de 2017, le Parti pirate a lancé un site afin de recueillir des candidatures pour chaque circonscription. À la suite de cette action, le Parti investit 58 candidats et apporte son soutien à trois autres candidats non pirates.
Le parti obtient finalement des scores très faibles. Le score le plus fort est obtenu par Gabrielle Nereuil dans la septième circonscription de Paris avec 1,42 % pour 639 voix. De son côté, le plus faible est celui de Coraline Ravillard dans la quatrième circonscription de l'Essonne : elle ne récolte aucune voix. Les deux députés sortants soutenus par le Parti pirate ne sont pas non plus élus : Isabelle Attard recueille 18,20 % des voix et ne parvient pas à se qualifier au second tour et Sergio Coronado obtient 39,08 % des voix au second tour.

### Élections européennes de 2019

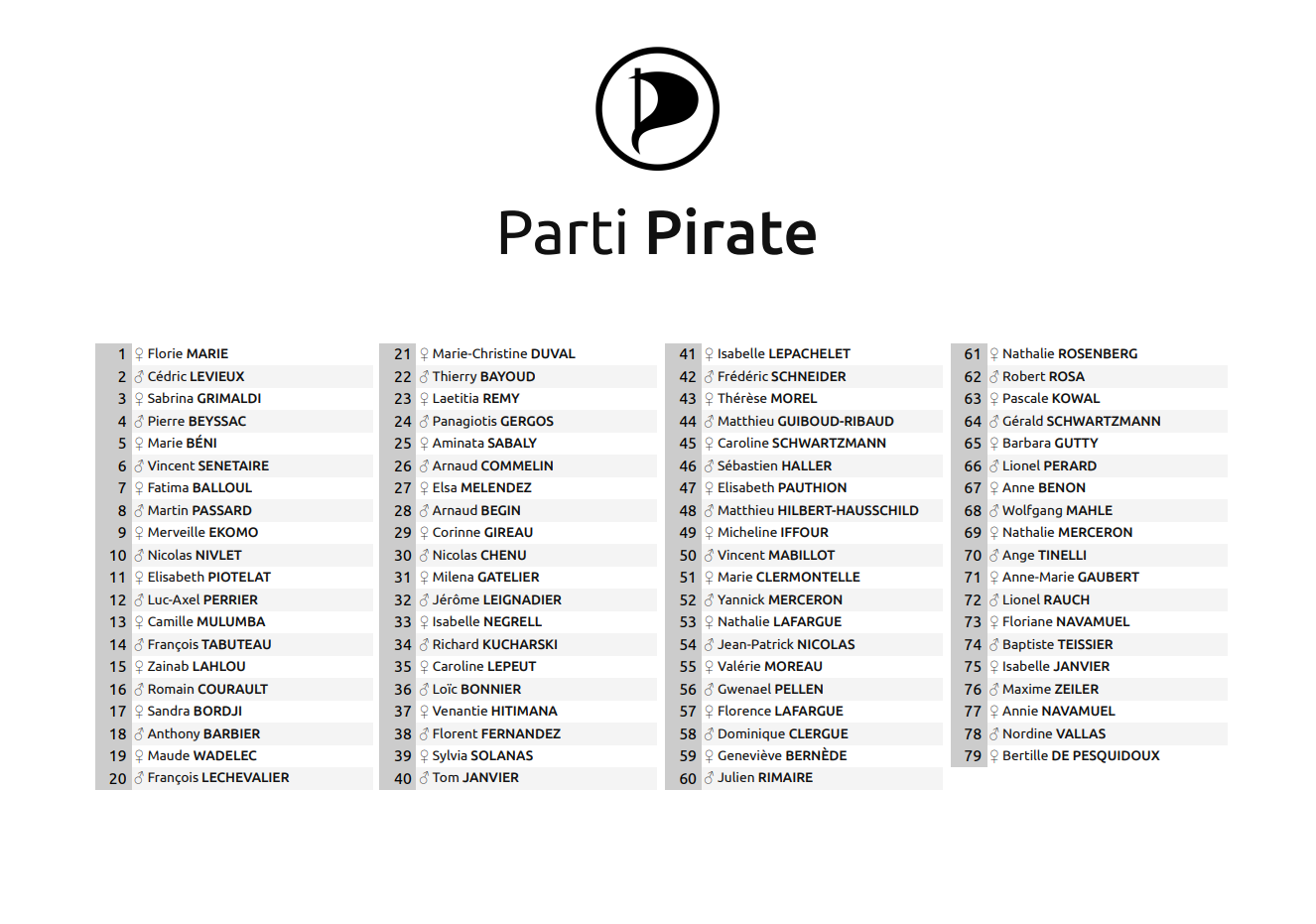
Bulletin de vote du Parti pirate aux élections européennes de 2019.

Le Parti pirate revendique en avril 2019 environ 300 adhérents, majoritairement des hommes, et n'a que peu d'argent pour organiser une campagne électorale. Il présente tout de même une liste aux élections européennes de 2019, après une campagne de recrutement de candidats lancée à la mi-2018. Florie Marie est tête de liste.
Devant l'impossibilité de payer les coûts d'impression de tous les bulletins de vote nécessaires, évalués à 270 000 euros, le Parti pirate demande à ses adhérents d'imprimer leurs propres bulletins. Avec 27 000 euros disponibles, il prévoit 10 % de bulletins par rapport au nombre d'électeurs. Pour résoudre ce problème (qui est également celui de la moitié des listes candidates), le PP appelle à l'introduction d'un bulletin unique avec toutes les listes candidates et où l'électeur n'aurait qu'à cocher celle pour laquelle il souhaite voter.
| Tête de liste | Voix   | %    | Rang | Sièges |
| ------------- | ------ | ---- | ---- | ------ |
| Florie Marie  | 30 105 | 0,13 | 18e  | 0      |

### Élections municipales de 2020
Pour les élections municipales de 2020, le Parti pirate présente des candidats sur des listes « écologistes et citoyennes » dans cinq villes : Meudon, Besançon, Toulouse, Lyon (8e arrondissement) et Marseille (1er et 4e secteurs). Le parti investit également un candidat autonome dans la commune de Goudourville, qui arrive dernier avec 7 % des voix,. À l'issue du second tour, quatre des candidats investis sont élus, ainsi qu'un adhérent n'ayant pas sollicité d'investiture mais soutenu par le parti.[réf. nécessaire]

### Élections législatives de 2022
En 2022, le Parti pirate compte environ 500 adhérents pour une soixantaine de membres actifs. Il présente 95 candidatures aux élections législatives, près de deux fois plus qu'en 2017,,, qui totalisent 19 389 voix,.

### Élections européennes et législatives de 2024
En 2024, le Parti Pirate présente une liste aux Élections européennes de 2024 en France, avec pour tête de liste Caroline Zorn.
| Tête de liste | Voix   | %    | Rang | Sièges |
| ------------- | ------ | ---- | ---- | ------ |
| Caroline Zorn | 28 119 | 0,11 | 19e  | 0      |

À l'issue de la dissolution de l’Assemblée nationale de juin 2024, le Parti Pirate décide de soutenir le Nouveau Front populaire en vue des élections législatives, sans présenter de candidats.

## Contributions

### Saisine du Conseil constitutionnel contre la loi LOPPSI
Le 15 décembre 2010, la loi LOPPSI est adoptée en seconde lecture par l’Assemblée nationale. Le Parti pirate dénonce cette loi anticonstitutionnelle et publie un texte de saisine destiné à être repris par les parlementaires de l’opposition en vue d'un recours officiel auprès du Conseil constitutionnel. Afin que les parlementaires puissent réutiliser leur travail dans leur propre saisine sans avoir à les citer, le Parti pirate publie cette saisine sous la licence CC0 (équivalente au domaine public). Les parlementaires du Parti socialiste n’ayant pas soulevé la majorité des points signalés par le Parti pirate, ce dernier tentera de déposer son texte en son nom propre. À l’issue, le Conseil constitutionnel sanctionnera treize articles, validant l’article 4 (qui permet à une autorité dépendant du ministère de l’Intérieur de demander aux FAI de bloquer un site considéré comme pédo-pornographique, sans contrôle judiciaire) et ignorant les autres soulevés par le Parti pirate (notamment le 2 qui crée le délit d’usurpation d’identité en ligne, et le 23 qui n’encadrerait pas suffisamment les procédures d’espionnage informatique pour les enquêtes criminelles).

## Idéologie

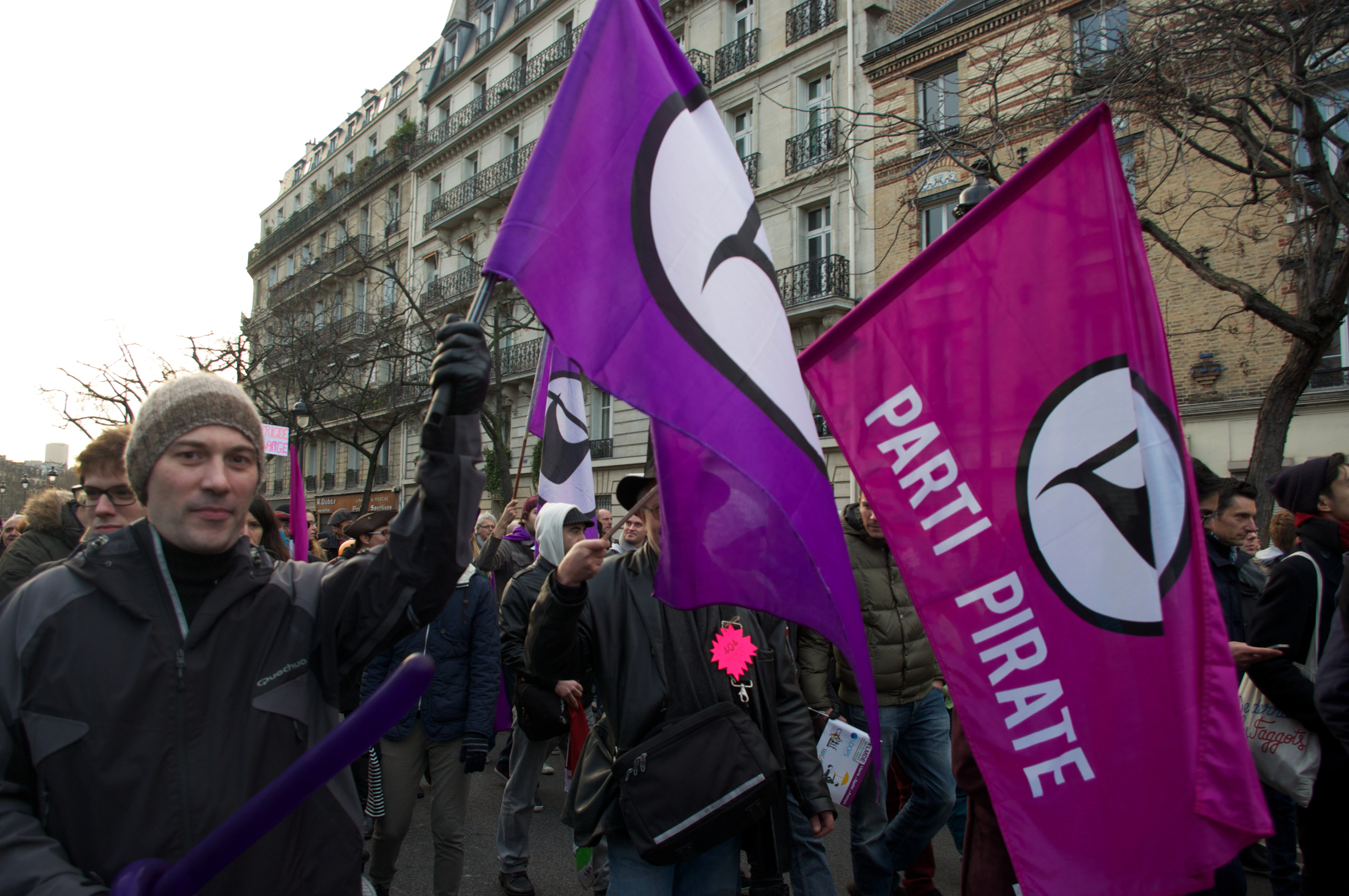
Le Parti pirate lors d'une manifestation pour le mariage homosexuel en France en 2013.

En septembre 2018, le Parti pirate a changé complètement son fonctionnement en ratifiant une version intégralement réécrite de ses statuts afin d'intégrer la démocratie liquide dans ses prises de décision. Il supprime toute organisation hiérarchique interne au profit d'une organisation horizontale où chaque membre peut participer à l'orientation du parti,.
Le Parti pirate a un fonctionnement de type horizontal par le biais de son Assemblée permanente constituée par l'ensemble de ses adhérents et encadrée par des Conseils qui veillent au respect du Code des Pirates dans les orientations proposées par les adhérents. Ce parti politique se veut avant tout une force de proposition alternative crédible au système existant. Son projet s'articule autour de ce qu'il appelle la « démocratie liquide » inspirée par la démocratie athénienne, un concept qui se situe entre la démocratie représentative et la démocratie directe.
Ses valeurs centrales sont les libertés et les droits fondamentaux (vie privée, liberté d'expression, liberté de l'Internet…), la transparence, le libre accès au savoir et à la culture (partage, droit d'auteur…), et la lutte contre les monopoles privés (système des brevets…). Le Parti pirate milite contre les brevets sur le vivant et contre la censure de l'Internet (la fermeture d'un site ne peut être effectuée qu'après une décision de justice).
En matière de gestion politique, le Parti pirate est partisan d'une transparence absolue et d'une démocratie liquide, appuyée sur des prises de décisions directes ou par délégation. En économie, il veut favoriser l'entreprenariat et les initiatives individuelles en limitant la spéculation et la rente. Le parti est écologiste, et y conjugue une sensibilité scientifique, technophile et pronucléaire. Il défend une énergie et une industrie sobres et décarbonées, la protection des animaux, du vivant, et des transports propres. Son positionnement démocrate est marqué dans un sens europhile réformiste (Europe renforcée mais plus de respect des cultures régionales, Europe sociale, surtout citoyenneté renforcée dans le sens d'une participation politique des gens, via un nouveau traité, Parlement renforcé dans son pouvoir mais institutions transparentes) et atlantiste.
Axé sur la défense antiautoritariste, et aussi égalitariste, des libertés individuelles et d'expression de tous en et hors ligne, notamment au niveau de la prise de décision dans une démocratie renouvelée, sensible à la solidarité sociale, à une écologie particulière libertaire et technophile , et alliant cette orientation défiante vis-à-vis de l'autoritarisme ou de la violence étatiques à certaines formes y compris économiques de mondialisation ou de libéralisme, classés comme du libéralisme de gauche en raison d'une vision historique décentralisée et citoyenne de l'affinité pour un Internet libre mondial, le Parti pirate n’est officiellement ni à droite ni à gauche de l’échiquier politique, malgré son soutien au Nouveau Front Populaire sans candidatures et son orientation habituellement classée à gauche, notamment au vu de l'organisation démocratique et du projet de société qu'il propose. Il propose un projet de société à présent vaste et cohérent plutôt progressiste et libéral à la fois tout en se positionnant hors des clivages habituellement associés aux grandes visions partisanes, demeurant dans la continuité de la philosophie pirate européenne et mondiale, et il souligne qu'aucun grand parti ne souhaite s'allier avec lui. Le Figaro Magazine le rapproche des mouvements écologistes et Ouest-France le localise plutôt à gauche. Parfois rapproché d'une vision libertarienne du monde réel et virtuel, voire d'une forme d'anarchisme plutôt de gauche, tout en étant nettement opposé à la droite dure autoritaire et favorable à une responsabilité étatique en termes de dignité socio-économique, le Parti pirate affirme aussi dans son projet alternatif, en faveur de certaines connexions réelles et virtuelles à l'échelle mondialisée qui redonnent véritablement le pouvoir à l'individu citoyen, une vision humaniste hostile aux discriminations, et centrée sur la dignité et la solidarité en matière migratoire. Francesca Musiani, chercheuse, dit que le Parti pirate a affirmé dans son programme un projet complet. La défense des libertés individuelles numériques et autres comme valeur fondamentale, y compris par la compatibilité avec une certaine forme de société technologique et mondialisée n'excluant pas une économie de marché, va là de pair avec une inclination progressiste sur les questions sociétales et culturelles, ainsi qu'un principe solidaire en matière sociale, mais, selon la chercheuse, l'étiquette de gauche n'est pas appropriée pour résumer cette sensibilité particulière, surtout en France, où le clivage gauche-droite reste, d'autre part, assez marqué, notamment par rapport à l'axe indépendant de mesure du libéralisme, et où le parti a une orientation atypique là où les partis de gauche et/ou écologistes, bien que sensibles à certaines tendances plus ou moins radicales de libertarisme anti-hiérarchique ou de démocratie participative et refonte institutionnelle, quelquefois, n'ont pas tendance à privilégier autant la liberté individuelle, dont d'expression et de participation politique, la défiance vis-à-vis des institutions étatiques, les modèles alternatifs parfois situés totalement hors de leur cadre de gouvernance, et la technologie y compris dans ces cadres, ainsi que dans le rapport à l'écologie.
Si le parti n'a jamais eu de député élu en France, il a été catégorisé par les préfectures en vue des législatives de 2022 et s'est alors vu attribuer selon les candidatures plusieurs nuances différentes, essentiellement, ni à droite ni à gauche, DIV (Divers, 72) et REG (Régionalistes, 13) pour des candidats soutenus à l'échelle locale et au vu d'un pan de leur projet. Quelques candidatures pirates ont reçu une autre étiquette, 8 DVG (Divers Gauche), 1 DVC (Divers Centre) et 1 DXG (Divers Extrême Gauche).

## Autres mouvements pirates en France

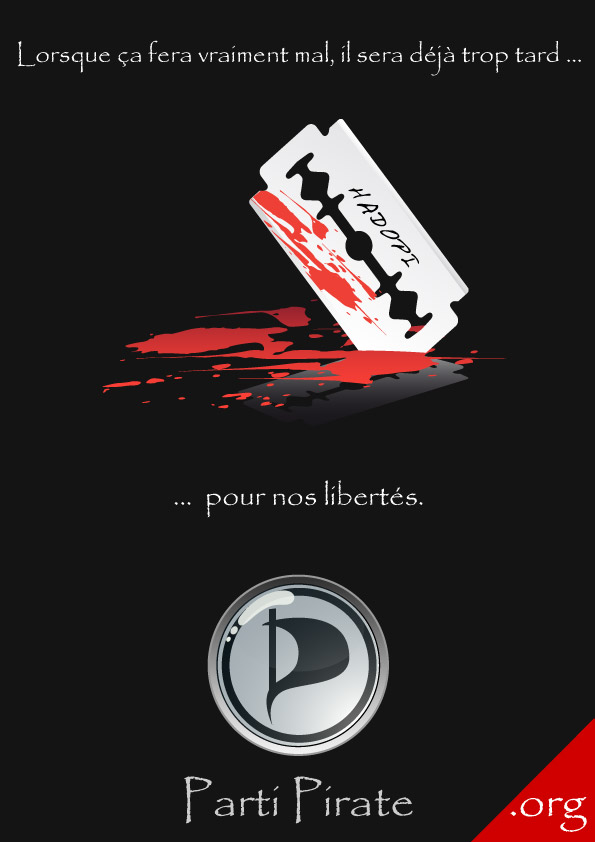
Affiche du Parti Pirate (France).

Aujourd'hui, il ne subsiste qu'un seul Parti pirate en France. Pourtant, il y a eu historiquement d'autres mouvements revendiqués pirates.
À la suite de divergences en 2007, a été créé le Parti pirate français canal historique. Les deux mouvements ont été réunifiés officiellement au cours de l'été 2009.
Un peu avant l'été 2009, en plein débat sur la loi Création et Internet (dite loi Hadopi), est apparu le Parti pirate français, initiative de Rémy Cérésiani, étudiant de l'Institut d'études politiques de Paris. Entretenant la confusion avec le Parti pirate, de par son nom très proche, un logo identique et une campagne d'adhésion lancée au moment de l'élection législative partielle de la dixième circonscription des Yvelines, ce mouvement s'est finalement éteint dès septembre 2009.
En 2012, une branche locale du parti est créée à La Réunion, le Parti pirate réunionnais. La même année, à la suite d'une exclusion disciplinaire a été fondé le Parti pirate Lyon, qui reprend les mêmes idées que le Parti pirate, mais en restant uniquement lyonnais et non reconnu par le Parti pirate. Ce mouvement local n'est plus actif depuis 2014.